# دورهام (نيويورك)
دورهام (بالإنجليزية: Durham, New York)‏ هي بلدة أمريكية تقع في الولايات المتحدة في مقاطعة غرين، نيويورك. يقدر عدد سكانها بـ 2,725 نسمة ومساحتها 127.6 كم2 وترتفع عن سطح البحر 282 متر.